# Permosyne mitchelli
Permosyne mitchelli is een keversoort uit de familie Permosynidae. De wetenschappelijke naam van de soort is voor het eerst geldig gepubliceerd in 1924 door Tillyard.